# Monti Ahmar
I Monti Ahmar sono una catena montuosa adiacente alla città Etiope di Diredaua.
Alcune cime montuose che sorgono nelle vicinanze sono:
- Dalo Terara
- Dembi Terara
- Gondela Terara.[1][2]